# Marina Goliadkina
Marina Sergeevna Goliadkina (Donetsk, 13 de junho de 1996) é uma nadadora sincronizada russa, campeã olímpica na natação artística.

## Carreira
Goliadkina conquistou a medalha de ouro nos Jogos Olímpicos de Verão de 2020 em Tóquio como representante do Comitê Olímpico Russo na disputa por equipes, ao lado de Vlada Chigireva, Svetlana Kolesnichenko, Polina Komar, Alexandra Patskevich, Svetlana Romashina, Alla Shishkina e Maria Shurochkina, com a marca de 196.0979 pontos.